# Винсент (Алабама)
Винсент (енгл. Vincent) град је у америчкој савезној држави Алабама. По попису становништва из 2010. у њему је живело 1.988 становника.

## Демографија
Према попису становништва из 2010. у граду је живело 1.988 становника, што је 135 (7,3%) становника више него 2000. године.
| Група             | 2000.         | 2010.         |
| Белци             | 1.485 (80,1%) | 1.555 (78,2%) |
| Афроамериканци    | 323 (17,4%)   | 394 (19,8%)   |
| Азијати           | 4 (0,2%)      | 2 (0,1%)      |
| Хиспаноамериканци | 13 (0,7%)     | 13 (0,7%)     |
| Укупно            | 1.853         | 1.988         |